# Andries Noppert
Andries Noppert (* 7. dubna 1994) je nizozemský profesionální fotbalista, který hraje na pozici brankáře za klub SC Heerenveen a nizozemský národní tým.

## Klubová kariéra

### NAC Breda
Noppert prošel mládežnickými kategoriemi Heerenveenu a svůj profesionální debut si odbyl v roce 2014 v týmu NAC Breda.

### Foggia
V lednu 2018 podepsal smlouvu s italským klubem Foggia. Poté, co cestoval autem z Nizozemska do Itálie, bylo jeho auto ukradeno Foggijskou mafií. Za klub debutoval 28. dubna při prohře 1:3 s Cittadellou. O tři měsíce později proměnil penaltu při výhře 2:0 nad Carpi. Během sezóny a půl odehrál v Serii B 8 zápasů. Během svého pobytu v Itálii si Noppert vysloužil od médií přezdívku Il Grattacielo (v italštině "Mrakodrap") kvůli své výšce.

### Dordrecht
Dne 12. září 2019 podepsal Noppert smlouvu s Dordrechtem. Po odchodu z klubu uvažoval o tom, že se přidá k policii.

### Go Ahead Eagles
V lednu 2021 podepsal Noppert smlouvu s Go Ahead Eagles do konce sezóny.

### Heerenveen
Noppert se vrátil do Heerenveenu 16. května 2022 a podepsal dvouletou smlouvu. Byla to jeho první sezóna v roli brankářské jedničky. Noppert rychle zaujal, což vedlo k tomu, že ho 11. listopadu 2022 Louis van Gaal povolal do nizozemského týmu pro Mistrovství světa ve fotbale 2022, kde byl také vybrán jako brankářská jednička. Po návratu odehrál Noppert za Heerenveen tři zápasy, než se 25. ledna 2023 při rozcvičce zranil. To, co zpočátku vypadalo jako lehké zranění, ho vyřadilo ze hry na čtyři měsíce a po operaci se Noppert vrátil na hřiště v posledním zápase Heerenveenu v základní části proti Go Ahead Eagles. Noppert udržel čisté konto při výhře 2:0 a poslal Heerenveen do play-off o evropské poháry.

## Reprezentační kariéra
Noppert byl povolán do nizozemského národního týmu v září 2022. V listopadu 2022 byl zařazen do 26členného týmu pro Mistrovství světa ve fotbale 2022 v Kataru. O svém zařazení do týmu se paradoxně dozvěděl v televizi.
Noppert debutoval na mezinárodní scéně v úvodním zápase své země na turnaji proti Senegalu, který Nizozemsko vyhrálo 2:0.

## Statistiky

### Klubové
Platí k zápasu hranému 28. ledna 2024.
| Klub              | Sezóna            | Liga              | Liga   | Liga | Národní pohár | Národní pohár | Ostatní | Ostatní | Celkově | Celkově |
| Klub              | Sezóna            | Soutěž            | Zápasy | Góly | Zápasy        | Góly          | Zápasy  | Góly    | Zápasy  | Góly    |
| ----------------- | ----------------- | ----------------- | ------ | ---- | ------------- | ------------- | ------- | ------- | ------- | ------- |
| NAC Breda         | 2014/15           | Eredivisie        | 0      | 0    | 0             | 0             | 0       | 0       | 0       | 0       |
| NAC Breda         | 2015/16           | Eerste Divisie    | 1      | 0    | 0             | 0             | 0       | 0       | 1       | 0       |
| NAC Breda         | 2016/17           | Eerste Divisie    | 2      | 0    | 1             | 0             | 0       | 0       | 3       | 0       |
| NAC Breda         | 2017/18           | Eredivisie        | 3      | 0    | 0             | 0             | —       | —       | 3       | 0       |
| NAC Breda         | Celkově           | Celkově           | 6      | 0    | 1             | 0             | 0       | 0       | 7       | 0       |
| Foggia            | 2017/18           | Serie B           | 5      | 0    | —             | —             | —       | —       | 5       | 0       |
| Foggia            | 2018/19           | Serie B           | 3      | 0    | 0             | 0             | —       | —       | 3       | 0       |
| Foggia            | Celkově           | Celkově           | 8      | 0    | 0             | 0             | 0       | 0       | 8       | 0       |
| FC Dordrecht      | 2019/20           | Eerste Divisie    | 2      | 0    | 0             | 0             | —       | —       | 2       | 0       |
| Go Ahead Eagles   | 2020/21           | Eerste Divisie    | 0      | 0    | 0             | 0             | —       | —       | 0       | 0       |
| Go Ahead Eagles   | 2021/22           | Eredivisie        | 15     | 0    | 5             | 0             | —       | —       | 20      | 0       |
| Go Ahead Eagles   | Celkově           | Celkově           | 15     | 0    | 5             | 0             | 0       | 0       | 20      | 0       |
| Heerenveen        | 2022/23           | Eredivisie        | 18     | 0    | 0             | 0             | 2       | 0       | 20      | 0       |
| Heerenveen        | 2023/24           | Eredivisie        | 19     | 0    | 0             | 0             | —       | —       | 19      | 0       |
| Heerenveen        | Celkově           | Celkově           | 37     | 0    | 0             | 0             | 2       | 0       | 39      | 0       |
| Celkově v kariéře | Celkově v kariéře | Celkově v kariéře | 68     | 0    | 6             | 0             | 2       | 0       | 76      | 0       |

### Reprezentační
Platí k zápasu hranému 9. prosince 2022.
| Národní tým | Rok     | Zápasy | Góly |
| ----------- | ------- | ------ | ---- |
| Nizozemsko  | 2022    | 5      | 0    |
| Celkově     | Celkově | 5      | 0    |

## Úspěchy
Individuální
- Tým měsíce Eredivisie: srpen 2022